# Loi du 16 juin 1885 ayant pour objet de modifier la loi électorale
Lire en ligne

Wikisource

La loi du 16 juin 1885 ayant pour objet de modifier la loi électorale est une loi de la Troisième République française, votée le 16 juin 1885, qui modifie les modalités de l'élection des membres de la Chambre des députés.

## Historique
Avant la promulgation de cette loi, les règles légales en vigueur étaient fixées par la loi organique du 30 novembre 1875 sur l'élection des députés. 
Elle a été profondément modifiée par la loi du 13 février 1889 rétablissant le scrutin uninominal pour l'élection des députés, et elle n'a donc été appliquée que lors des élections législatives françaises de 1885, qui ont élu la IVe législature.
Ce texte est rendu nécessaire car les lois constitutionnelles de 1875 n'ont pas fixé le mode d'élection des députés (elles disposent que « la Chambre des députés est nommée par le suffrage universel, dans les conditions déterminées par la loi électorale »).
La principale disposition de ce texte est contenue par les trois premiers articles. Ils remplacent en effet le scrutin uninominal à deux tours par arrondissement, auparavant en vigueur, par un scrutin de liste majoritaire à deux tours dans le cadre du département.
Le nombre de députés à élire par département est déterminé par le nombre d'habitants (article 2) : 70 000 habitants (étrangers non-compris) amènent un député. Cette disposition est atténuée car il est dit que « néanmoins, il sera tenu compte de toute fraction inférieure à soixante-dix mille » et que chaque département élit au moins trois députés (article 3). Le nombre de députés par département est déterminé par un tableau annexé à la loi, qui a un caractère législatif.
Au premier tour, pour être élu, il faut avoir la majorité absolue et réunir un nombre de suffrages égal au quart des électeurs inscrits dans la circonscription (article 5), et au deuxième tour, il suffit de la majorité relative.
La composition du corps électoral, les critères d'éligibilité et les modalités exactes du scrutin sont laissées en l'état tel que disposé par la loi organique du 30 novembre 1875 sur l'élection des députés.
Enfin, le rejet de la monarchie par les républicains devenus majoritaires entraîne l'article 4, qui dispose : « les membres des familles qui ont régné sur la France sont inéligibles à la Chambre des députés ».